# Vitån
Vitån, skogsälv i Norrbotten, Bodens kommun och Luleå kommun. Längd ca 100 km, avrinningsområde 519 km².
Vitån rinner upp i Suobbatträsket i Lappland, Gällivare kommun, strömmar söderut in i Bodens kommun och mottar där från vänster biflödet Dokkasälven. Därpå passerar Vitån byn Tallberg och rinner in i Luleå kommun, efter att ha utgjort kommungräns ett par kilometer. Nu vidtar ett halvmilslångt myrområde och därpå det s.k. Långselet som givit namn åt byn Långsel. Ännu ett sel eller liten sjö bildar Vitån vid Forshed och ett ännu längre vid Långsund, där Kvarnån från Hovlössjön (140 m ö.h.) ansluter sig från vänster. 
Vid Avafors passeras järnvägen och landsvägen Boden-Morjärv, varefter Vitån forsar ganska brant genom ett stort skogsområde ner mot Vitåfors och Vitå. 
Tidigare mynnade Vitån i Vitåfjärden vid Vitå, men landhöjningen har numera gjort fjärden till en insjö (1 m ö.h.) (som passeras av E4:an), och Vitån fortsätter efter den ytterligare ett par kilometer genom byn Jämtön ner till Rånefjärden (Bottenviken). Där kallas den även Jämtöälven.